# 道の駅くるめ
道の駅くるめ（みちのえき くるめ）は、福岡県久留米市善導寺町木塚にある国道210号の道の駅である。
愛称はほとめきの里（ほとめきのさと）。「ほとめき」とは、筑後方言（筑後弁）で「おもてなし」を意味する。

## 施設
- 駐車場
  - 普通車 : 111台
  - 大型車 : 10台
  - 身障者用 : 5台
- トイレ（いずれも24時間利用可能）
  - 男 : 大 3器、小 13器
  - 女 : 12器
  - 身障者用 : 3器
- 農産物直売館（9:00 - 18:00）[2]
- 元気野菜食事処 ほとめき庵（レストラン、11:00 - 15:00）
- ゆたっ〜とカフェ maimai（テイクアウトコーナー、季節により営業時間が異なる）
- 交流研修室（9:00 - 18:00、予約制）
- 情報休憩室（7:30 - 18:00）
- イベント広場

## 休館日
全館
- 第3水曜日、年末年始 - 12月31日 ～ 1月3日

ゆたっ〜とカフェ maimaiのみ
- 毎週水曜日

## アクセス
- 国道210号 - 登録路線
  - 福岡県道739号豊田北野線

自動車
- 九州自動車道 久留米ICより約15分。

路線バス
- 西日本鉄道（西鉄） 天神大牟田線 西鉄久留米駅より西鉄バスの「津遊川[6]」または「くるめ緑花センター前[7]」バス停下車、徒歩約5分。

## 周辺
- 久大本線 善導寺駅
- 耳納連山
- くるめ緑花センター
- 柳坂ハゼ並木[8]
- 久留米市世界つつじセンター[9]
- 久留米ふれあい農業公園[10]